# Carrizalillo, Zacatecas
Carrizalillo är en ort i Mexiko.   Den ligger i kommunen Tlaltenango de Sánchez Román och delstaten Zacatecas, i den centrala delen av landet, 500 km nordväst om huvudstaden Mexico City. Carrizalillo ligger 2 325 meter över havet och antalet invånare är 238.
Terrängen runt Carrizalillo är kuperad, och sluttar österut. Runt Carrizalillo är det glesbefolkat, med 12 invånare per kvadratkilometer. Närmaste större samhälle är Tlaltenango de Sánchez Román, 17,0 km väster om Carrizalillo. I omgivningarna runt Carrizalillo växer huvudsakligen savannskog.